# Frontón Bizkaia
La Casa del Deporte y frontón Bizkaia (en euskera Bizkaia Kirol-Etxea eta Frontoia), también conocido como el Frontón de Miribilla es un frontón de pelota mano profesional situado en el barrio Miribilla de Bilbao en Vizcaya, País Vasco (España). Fue inaugurado el 19 de marzo de 2011.

## Características
Con sus 3000 localidades es, junto al Navarra Arena (Pamplona) de idéntico aforo, el frontón de pelota mano más grande de España, dejando atrás a los frontones más grandes hasta el momento, Ogueta (Vitoria) con 2.155 localidades, Atano III (San Sebastián) con 1.856, Adarraga (Logroño) con 1.518 y Labrit (Pamplona) con 1.200. La cancha tiene 38 metros de largo.
Es el primer frontón que cuenta con localidades en el rebote a ras de suelo. Han podido bajarlas debido a que el rebote es de cristal, así permitiendo que la pelota rebote y la gente lo pueda ver de forma segura tras el cristal.
En el edificio se ha incorporado una cancha de trinquete con más de 400 localidades.